# Andorra ai Giochi della XXXI Olimpiade
Andorra ha partecipato ai Giochi della XXXI Olimpiade di Rio de Janeiro, che si sono svolti dal 5 al 21 agosto 2016, con una delegazione di 5 atleti, 2 uomini e 3 donne.

## Delegazione
| Sport            | Uomini | Donne | Totale |
| ---------------- | ------ | ----- | ------ |
| Atletica leggera | 1      | 0     | 1      |
| Judo             | 0      | 1     | 1      |
| Nuoto            | 1      | 1     | 2      |
| Tiro             | 0      | 1     | 1      |
| Totale           | 2      | 3     | 5      |

## Risultati

### Atletica leggera
| Q | Qualificato al turno successivo per la posizione in qualificazione                                                           |
| q | Qualificato per il turno successivo per ripescaggio o, negli eventi su campo, conquistando la misura minima per qualificarsi |

Maschile
Eventi su pista e strada
| Atleta   | Evento | Batteria  | Batteria  | Semifinale      | Semifinale      | Finale          | Finale          |
| Atleta   | Evento | Risultato | Posizione | Risultato       | Posizione       | Risultato       | Posizione       |
| -------- | ------ | --------- | --------- | --------------- | --------------- | --------------- | --------------- |
| Pol Moya | 800 m  | 1'48"88   | 6°        | Non qualificato | Non qualificato | Non qualificato | Non qualificato |

### Judo
Femminile
| Atleta       | Evento | 16-esimi             | Ottavi                       | Quarti               | Semifinali           | Ripescaggio          | Med. bronzo          | Finale               | Posizione       |                 |
| Atleta       | Evento | Avversario Risultato | Avversario Risultato         | Avversario Risultato | Avversario Risultato | Avversario Risultato | Avversario Risultato | Avversario Risultato | Posizione       |                 |
| ------------ | ------ | -------------------- | ---------------------------- | -------------------- | -------------------- | -------------------- | -------------------- | -------------------- | --------------- | --------------- |
| Laura Sallés | 63 kg  | Bye                  | K. Haecker (AUS) P (000-100) | Non qualificata      | Non qualificata      | Non qualificata      | Non qualificata      | Non qualificata      | Non qualificata | Non qualificata |

### Nuoto
Maschile
| Atleta    | Evento             | Batterie | Batterie   | Semifinali | Semifinali | Finale          | Finale          |
| Atleta    | Evento             | Tempo    | Classifica | Tempo      | Classifica | Tempo           | Classifica      |
| --------- | ------------------ | -------- | ---------- | ---------- | ---------- | --------------- | --------------- |
| Pol Arias | 400 m stile libero | 4'21"16  | 49°        | N.D.       | N.D.       | Non qualificato | Non qualificato |

Femminile
| Atleta         | Evento             | Batterie | Batterie   | Semifinali      | Semifinali      | Finale          | Finale          |
| Atleta         | Evento             | Tempo    | Classifica | Tempo           | Classifica      | Tempo           | Classifica      |
| -------------- | ------------------ | -------- | ---------- | --------------- | --------------- | --------------- | --------------- |
| Mónica Ramírez | 100 m stile libero | dns      | -          | Non qualificata | Non qualificata | Non qualificata | Non qualificata |

### Tiro a segno/volo
Femminile
| Atleta           | Evento                      | Qualificazione | Qualificazione | Finale          | Finale          |
| Atleta           | Evento                      | Punteggio      | Classifica     | Punteggio       | Classifica      |
| ---------------- | --------------------------- | -------------- | -------------- | --------------- | --------------- |
| Esther Barrugués | Carabina 10m aria compressa | 396.5          | 51°            | Non qualificata | Non qualificata |